# آندریاس سندت
آندریاس سندت (انگلیسی: Andreas Sandt؛ زادهٔ ۵ نوامبر ۱۹۶۲) بازیکن فوتبال اهل آلمان است.
از باشگاه‌هایی که در آن بازی کرده‌است می‌توان به باشگاه فوتبال شالکه ۰۴ اشاره کرد.